# Pro Cycling Manager Saison 2010
Pro Cycling Manager Saison 2010 est un jeu vidéo de gestion d'équipe cycliste sorti en 2010 et fonctionne sur Windows. Le jeu a été développé par Cyanide et édité par Focus Home Interactive.
Le jeu est également disponible sur la console PSP. 

## Nouveautés
Le moteur graphique a été renouvelé pour obtenir un niveau de détail excellent.
Une caractéristique prologue fait son apparition pour la première fois dans le jeu.
Un mode Saison a été créé, il permet de faire une saison sans se soucier des contrats et de l'équipement.
Une simulation détaillée a été mise en place : elle permet de suivre la course sans la jouer.

## Modes de jeu
Chaque mode de jeu permet d'incarner le manager d'une équipe, sauf le mode "Piste" où le joueur incarne un pistard.

### Piste
Le but est de finir premier dans une des sept épreuves sur piste proposées (vitesse individuelle, élimination, course aux points, 200 mètres lancés, omnium, keirin et scratch).

C'est le seul mode dans lequel le joueur n'incarne pas le manager d'une équipe.

### Étape
Le but de ce mode est de gagner une étape d'un tour.

### Classique
Dans ce mode, il faut gagner une des nombreuses classiques proposées dans le jeu (Paris-Roubaix, Milan-San Remo, Liège-Bastogne-Liège...)

### Tour
Ici, le joueur, dans son rôle de manager, dirige une équipe qu'il faut mener vers la victoire dans un des tours du jeu (Tour de France, Giro d'Italia, Vuelta a España...)

### Saison
Dans ce mode, le joueur dirige une équipe pendant une saison complète, en s'occupant seulement des courses (il ne s'occupe pas de l'équipement, des stages...).

### Carrière
Ici, le joueur dirige une équipe cycliste pendant plusieurs saisons. Contrairement au mode "Saison", il s'occupe non seulement des courses, mais aussi des transferts, des blessures, de l'inscription aux courses, des stages, de l'équipement et des sponsors.